# Denis Alibec
Denis Alibec (5 de gener del 1991) és un futbolista romanès que actualment juga a l'Atromitos grec, cedit pel Kayserispor turc, i a la selecció romanesa.
El 19 de maig del 2010, Alibec va marcar un gol en cada part del partit aconseguint la victòria de l'Inter sobre el Bayern de Múnic en el Challenge match Sots-18 de la UEFA, part del UEFA Grassroots Day. Alibec va fer el seu debut a la Serie A el 21 novembre de 2010, substituint a Jonathan Biabiany en el minut 68 en un partit perdut 1 a 2 contra l'Associazione Calcio ChievoVerona. Alibec va jugar per l'Inter Primavera en el Campionato Primavera Girone B marcant 8 gols en 9 partits. És un jugador de cama esquerra que és conegut per la seva serenitat, equilibri i estil de joc relaxat. El 24 d'agost del 2011, Alibec va ser cedit al KV Mechelen de la Belgian Pro League per un any.

## Palmarès
- Campionat del Món de Clubs de futbol: 2010
- Torneo di Viareggio: 2011